# Srednji Dubovik (Republika Serbska)
Srednji Dubovik (cyr. Средњи Дубовик) – wieś w Bośni i Hercegowinie, w Republice Serbskiej, w gminie Krupa na Uni. W 2013 roku liczyła 146 mieszkańców.